# Jean-Baptiste Monfalcon
Jean-Baptiste Monfalcon, né 11 octobre 1792 à Lyon et mort le 5 décembre 1874 dans la même ville est un médecin, écrivain, journaliste, bibliothécaire de Lyon.

## Biographie
Fils d'un chef d'atelier d'une entreprise de soierie lyonnaise Jean -Baptiste Monfalcon est, à 7 ans, mis en pension à Lyon durant 8 ans. Son père, dont les affaires se sont développées et qui est devenu propriétaire d'une quinzaine de métiers souhaite qu'il reprenne l'entreprise mais sa mère préfère qu'il soit médecin. Il est élève à l'Hôtel-Dieu en 1807. Complétant sa formation à Paris il est médecin en 1818. Dès 1815 il commence à écrire et publie des articles dans le Dictionnaire des sciences médicales. Médecin à Lyon en 1819 il est recruté comme médecin à l'Hôtel-Dieu puis à l'Hôpital de la Charité. En 1830 il est aussi médecin des prisons de Perrache. L'Académie nationale de médecine le choisit comme membre correspondant en 1827.
Idéologiquement proche de la monarchie orléaniste il écrit dans divers journaux tels que le Courrier de Lyon dont il est rédacteur en chef en 1832-1834. Dans son récit de la révolte des canuts, il n’hésite pas à attribuer des actes de barbarie aux révoltés, notamment à l’encontre des femmes qui auraient torturé « de malheureux dragons » dont la boulangère Antoinette Pascal et à l’encontre du « nègre Stanislas, l’œil en feu, la bouche écumante, les bras ensanglantés, sautant de joie [à chaque qu’il tuait un soldat] ». L’une n’a pas été poursuivie par manque de preuves, l’autre est acquitté.
En 1836 il est membre de l' Académie des sciences, belles-lettres et arts de Lyon et le reste jusqu'à sa mort. Il appartient à diverses sociétés savantes  Société linnéenne de Lyon, Société royale académique des sciences de Paris.
Son ami Jean-François Terme, devenu maire de Lyon, le nomme, en 1841, bibliothécaire adjoint, puis, en 1847, conservateur de la bibliothèque de la ville.
Le livre qu'il écrit et publie, en collaboration avec Jean-François Terme, en 1838, sur les enfants trouvés est récompensé par l'Académie française.
Jean-Baptiste Monfalcon écrit et publie des ouvrages sur l'histoire de Lyon. À partir de 1853, devenu retraité, il se consacre à l'Histoire monumentale de la ville de Lyon en 8 volumes, qui paraîtront de 1866 à 1869. Le premier tome est une histoire de la cité de l'Antiquité au Moyen Âge, l'historique continue dans les 3 tomes suivants jusqu'au XIXe ; le tome V, donne un aperçu des églises de Lyon ainsi qu' un tableau de la noblesse ; le tome VI, une description topographique ; les tomes VII et VIII forment recueil de textes cartulaires, de chartes, épigraphies et autres documents originaux.

## Publications

### Ouvrages sur l'histoire de Lyon et des environs
- Histoire monumentale de la ville de Lyon, 1866-1869, Edité à Paris par Firmin-Didot, à Lyon par la bibliothèque de la ville, 1866-1869, 6 vol. + 2 de documents
- Histoire littéraire de la ville de Lyon,: Lyon, 1851, : impr. de L. Boitel, 96 p.
- La Révolte des canuts : histoire des insurrections de Lyon en 1831 et en 1834 d'après des documents authentiques : précédé d'un essai sur les ouvriers en soie et sur les soyeux et l'organisation de la fabrique, Lyon, 1834, L. Perrin, et Paris, Delaunay, 334 p. Réédition fac-similé Toulouse 1979, Eché. lire en ligne sur Gallica
- Monographie de la Table de Claude, accompagnée du fac-similé de l'inscription gravée; publiée au nom de la ville de Lyon, Lyon, 1851; 26 p., lire en ligne sur Gallica
- Lettres à M. l'abbé Cattet sur l'histoire des guerres de religion à Lyon pendant le XVIe siècle, Lyon, 1847, Guilbert et Dorier
- Histoire de la ville de Lyon, Lyon, 1851, imp. de L. Perrin, 5 vol.
- Le Livre d'or du Lyonnais du Forez et du Beaujolais, Lyon, 1866, 392 p

### Ouvrages médicaux et para-médicaux
- Essai pour servir à l'histoire des fièvres adynamiques et ataxiques, Lyon, 1823, 106 p. lire en ligne sur Gallica
- Histoire des marais et des maladies causées par les émanations des eaux stagnantes, Paris, 1824, Béchet, 510 p. lire en ligne sur Gallica
- Histoire du choléra asiatique observé à Marseille pendant les mois de juillet et août 1835, Lyon, 1835, 142 p. lire en ligne sur Gallica
- Traité de la salubrité dans les grandes villes ; suivi de L'hygiène de Lyon, (co-auteur A.-P.-I. de Polinière), Paris 1846, J.-B. Baillière, 551 p. lire en ligne sur Gallica
- Rapport sur l'eau minérale ferrugineuse de Saint-Georges à Lyon, Lyon 1829, 28 p. lire en ligne sur Gallica
- Mémoire sur l'état actuel de la chirurgie, ou Précis des théories, procédés opératoires, bandages, cas rares, Paris, 1816, Lévêque et Laurens, 234 p. lire en ligne sur Gallica

### Autres sujets
- Souvenirs d'un bibliothécaire, ou une vie d'homme de lettres en province, Lyon, 1853, J. Nigon, [manuscrit, consultable sur Google Livres]
- Histoire des enfants trouvés, (co-auteur J.F. Terme), Paris, 1838, 2e ed. 1840, Paulin, 496 p. lire en ligne sur Gallica
- Code moral des ouvriers ; ou Traité des devoirs et des droits des classes laborieuses, Paris, 1936, Pélagaud, Lesne et Crozet, 511 p.
- Étude sur Louis Perrin, imprimeur lyonnais, édition établie et annotée par Laurent Guillo, postface par René Ponot, Paris 1994

### Traducteur
Horace Œuvres complètes traduites en français et en prose par J. B. Monfalcon ; en vers espagnols par Burgos ; en vers italiens par Gargallo ; en vers anglais par Francis ; en vers allemands par Wieland et Voss. Édition polyglotte publiée sous la direction de J.-B. Monfalcon, Lyon, Cormon et Blanc, 1837

### Éditeur scientifique
Anacréon Odes, traduites en français et en prose... [texte grec en regard], Paris, 1835, Crozet 178 p.
Claude Bellièvre, Lugdunum priscum, Lyon, 1846, impr. de Dumoulin et Ronet.
Origines et bases de l'histoire de Lyon, ou Diplômes, chartes, bulles, lois, arrêts, règlements des corps de métiers, testaments et autres actes authentiques concernant les annales lyonnaises, publiées au nom de l'administration municipale, Lyon, 1855, Impr. de Vingtrinier
Pernette du Guillet, de gentile et vertueuse dame D. Pernette Du Guillet, Lyon, 1856, L. Perrin, 129 p.
Recueil des plaisants devis récités par les supposts du seigneur de la Coquille, réimpression de 8 sotties lyonnaises récitées en 1580 et 1610 par les imprimeurs de Lyon dont 7 sont conservées à la Bibliothèque de l'Arsenal, Lyon, 1857 Scheuring et Cie, libraires, 187 p.
Jean Gerson De l'imitation de Notre-Seigneur Jésus-Christ, traduite en français, en grec, en anglais, en allemand, en italien, en espagnol, et en portugais, édition polyglotte publiée sous la direction de J.-B. Monfalcon, : Lyon, 1841, Cormon et Blanc.
Joseph-François Artaud, Lyon souterrain, ou Observations archéologiques et géologiques, faites dans cette ville depuis 1794 jusqu'en 1836, Lyon, 1846, collection des Bibliophiles lyonnais, 259 p.